# 宮本真綾
宮本 真綾（みやもと まあや、2002年2月9日 - ）は、フジテレビのアナウンサー。福岡県出身。

## 来歴
西南学院大学法学部国際関係法学科を卒業。
2024年4月フジテレビに入社。
2024年7月より、「Live News イット!」の天気&フィールドキャスターを務めている。

## 人物
JBA（日本バスケットボール協会）公認E級審判の資格を持つ。
学生時代はラジオのアシスタントやビール売り子のアルバイトをしていた。かつて売り子をしていた縁で、2025年5月27日にみずほPayPayドーム福岡で開催される、福岡ソフトバンクホークス対北海道日本ハムファイターズ戦前のセレモニアルピッチに招待された。
モットーは「思い立ったが吉日」。

## 出演番組
レギュラー出演番組・キャスター名
| 期間    | 期間    | 月曜日                    | 火曜日              | 水曜日   | 木曜日                                                    | 金曜日                                 | 土曜日                                 | 日曜日   |
| ------- | ------- | ------------------------- | ------------------- | -------- | --------------------------------------------------------- | -------------------------------------- | -------------------------------------- | -------- |
| 2024.7  | 2024.09 | （なし）                  | （なし）            | （なし） | Live News イット! フィールドキャスター & お天気キャスター | （なし）                               | 週刊プライムオンラインS 隔週キャスター | （なし） |
| 2024.10 | 2024.10 | （なし）                  | （なし）            | （なし） | Live News イット! フィールドキャスター                    | Live News イット! フィールドキャスター | （なし）                               | （なし） |
| 2024.11 | 2025.3  | すぽるとonTVer キャスター | （なし）            | （なし） | Live News イット! フィールドキャスター                    | Live News イット! フィールドキャスター | （なし）                               | （なし） |
| 2025.4  | 現在    | （なし）                  | プロ野球ニュース MC | （なし） | Live News イット! フィールドキャスター                    | Live News イット! フィールドキャスター | （なし）                               | （なし） |
| 備考    |         |                           |                     |          |                                                           |                                        |                                        |          |

### その他
- 土曜プレミアム『FNS明石家さんまの推しアナGP』（2024年4月20日）